# 阿里卡梅杜
阿里卡梅杜 遗址位于本地治里市附近，本地治里联邦属地。阿里卡梅杜，或称“阿里卡-梅杜或波杜克”，在当地语言里的意思是“被侵蚀的山丘”。 遗址里找到了一些罗马式的灯，玻璃器皿和宝石。
 照英国考古学家莫蒂默·惠勒发现来看，阿里卡梅杜是一个塔米尔邦下辖的小渔村，但在公元前则是古朱罗王朝对古罗马贸易的海港。  众多的的古罗马工艺品都在这里被发现，例如大量带有古罗马制陶学校VIBII，CAMURI和ITTA的双耳瓶，为古罗马与古泰米尔诸邦（位于今南印度）贸易的存在提供了更加实际的证据。阿里卡梅杜也是一个串珠首饰制造的商业重镇。
值得一提的是，阿里卡梅杜在公元前1世纪就有了人类居住的痕迹，且历史上也一直都有人定居。

## 图集

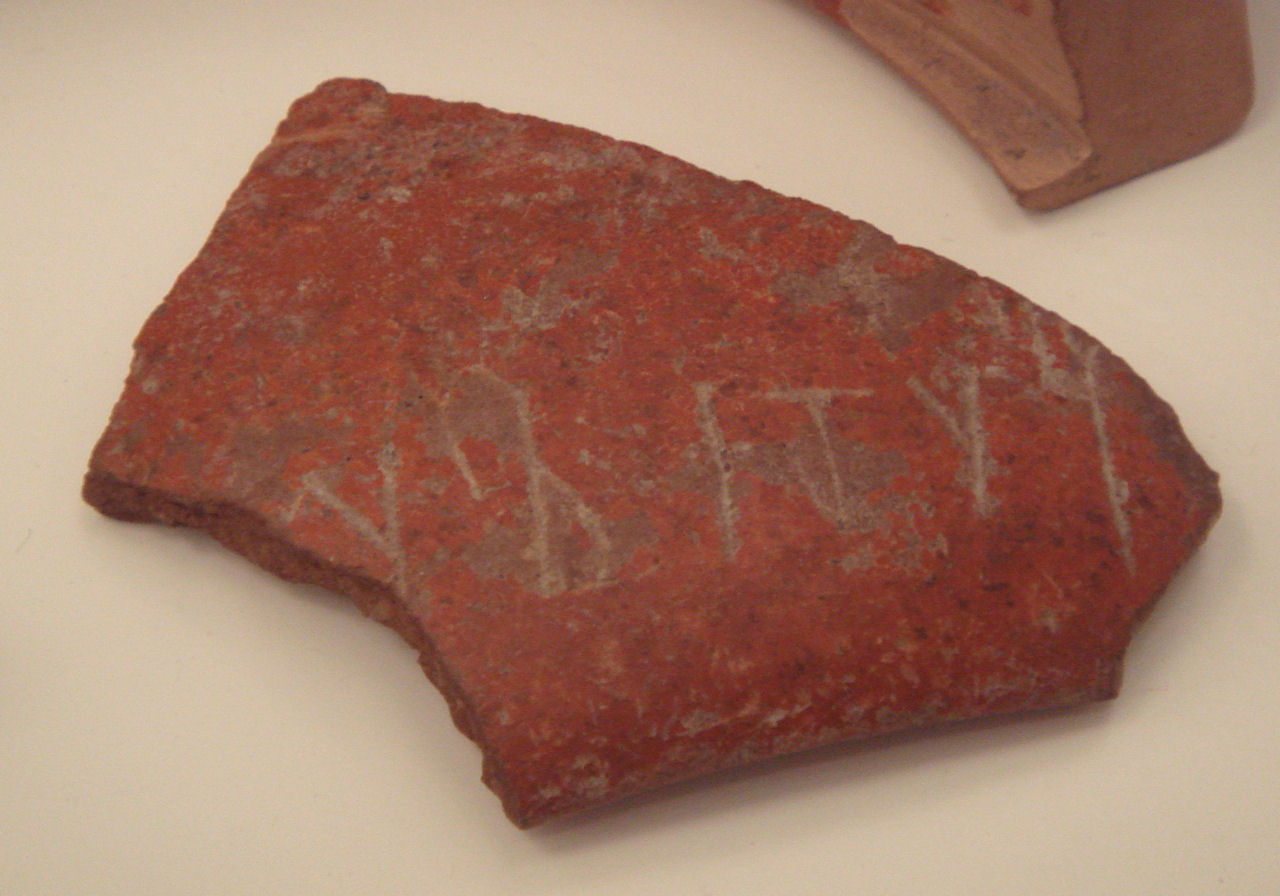
罗马陶器的碎片，产于阿雷佐，拉齐奥， 在阿里卡梅杜的Virampatnam找到（公元1世纪） 法国吉美博物馆.
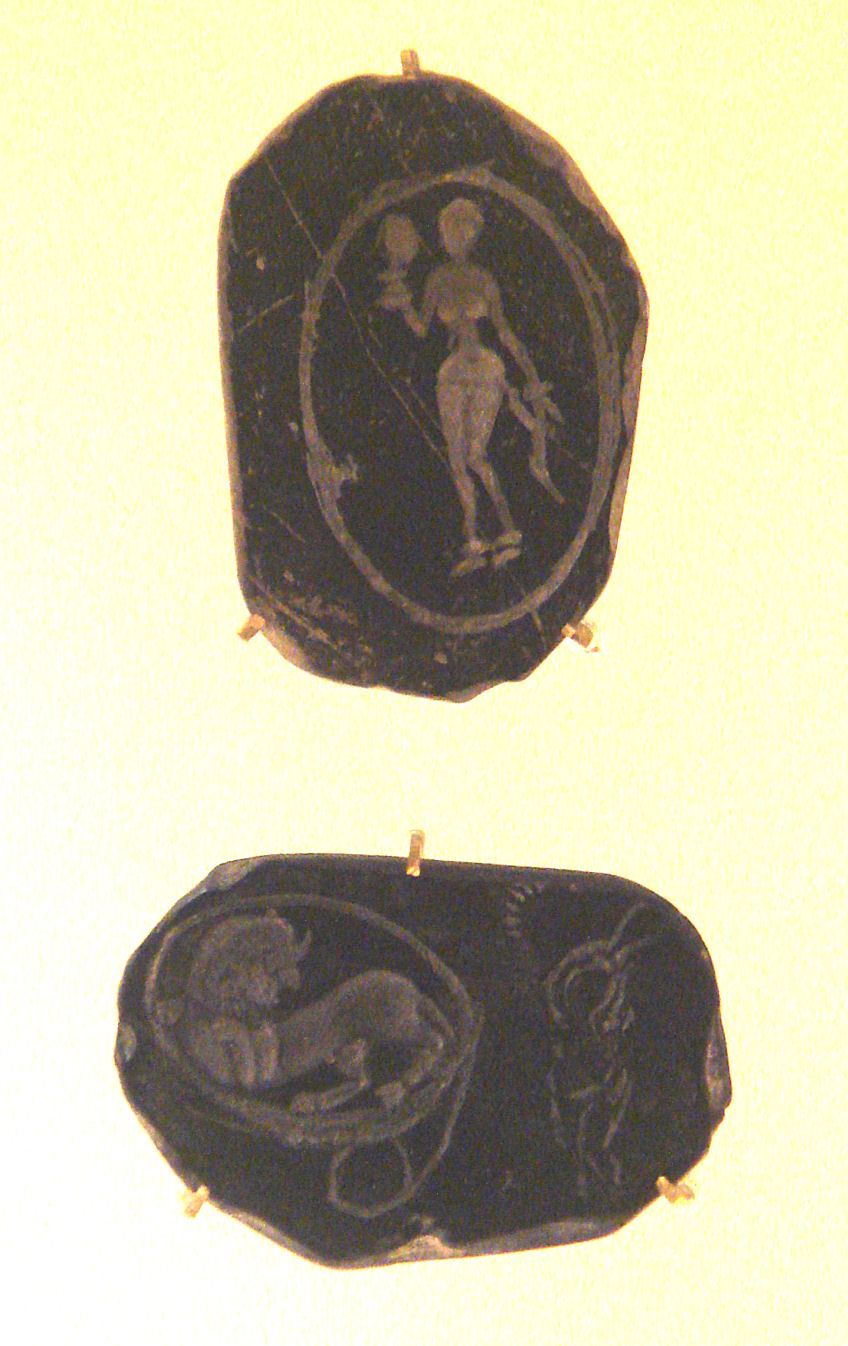
带有雕刻的灰色陶片，于Virampatnam发现（公元1世纪）
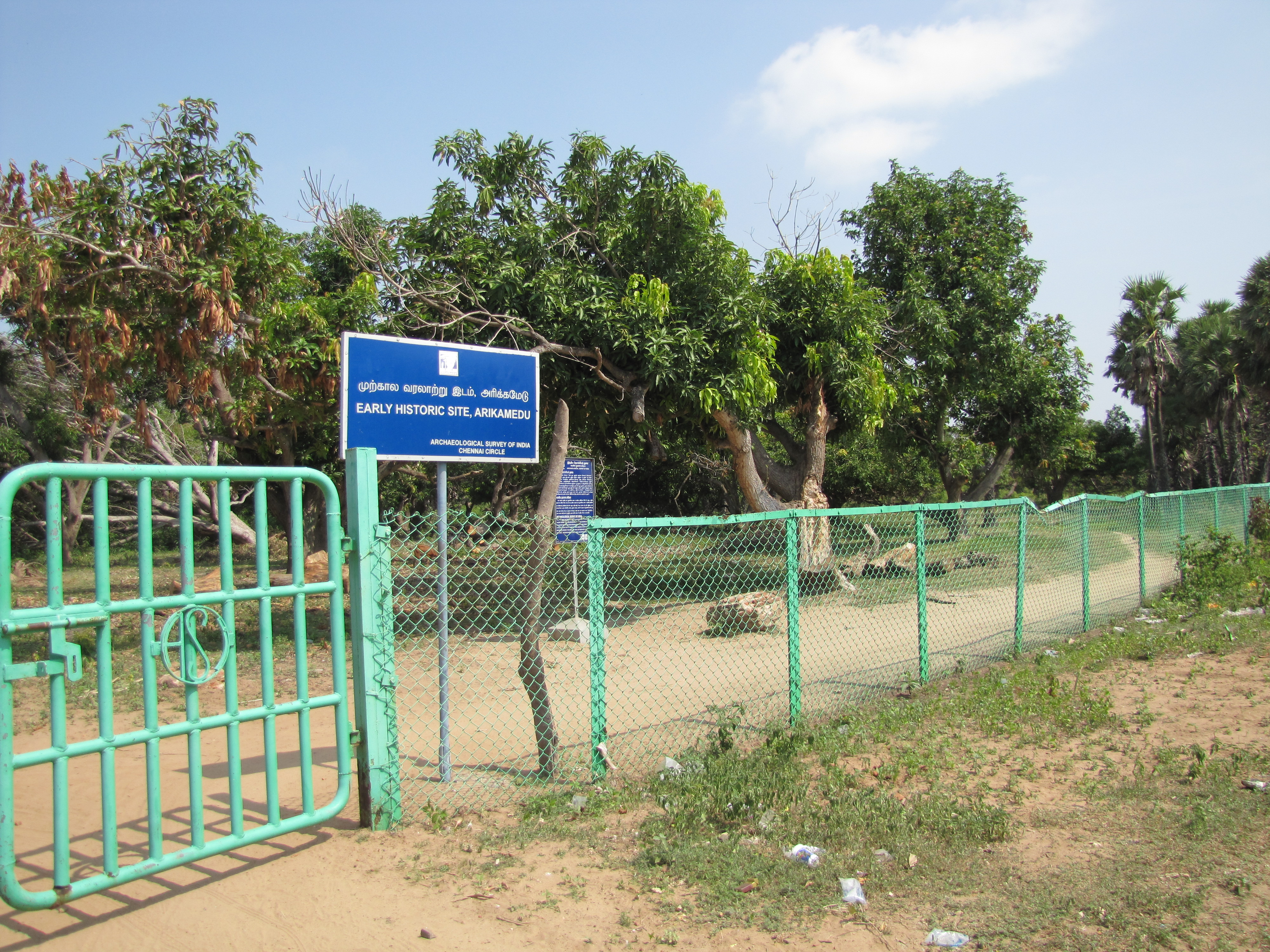
入口
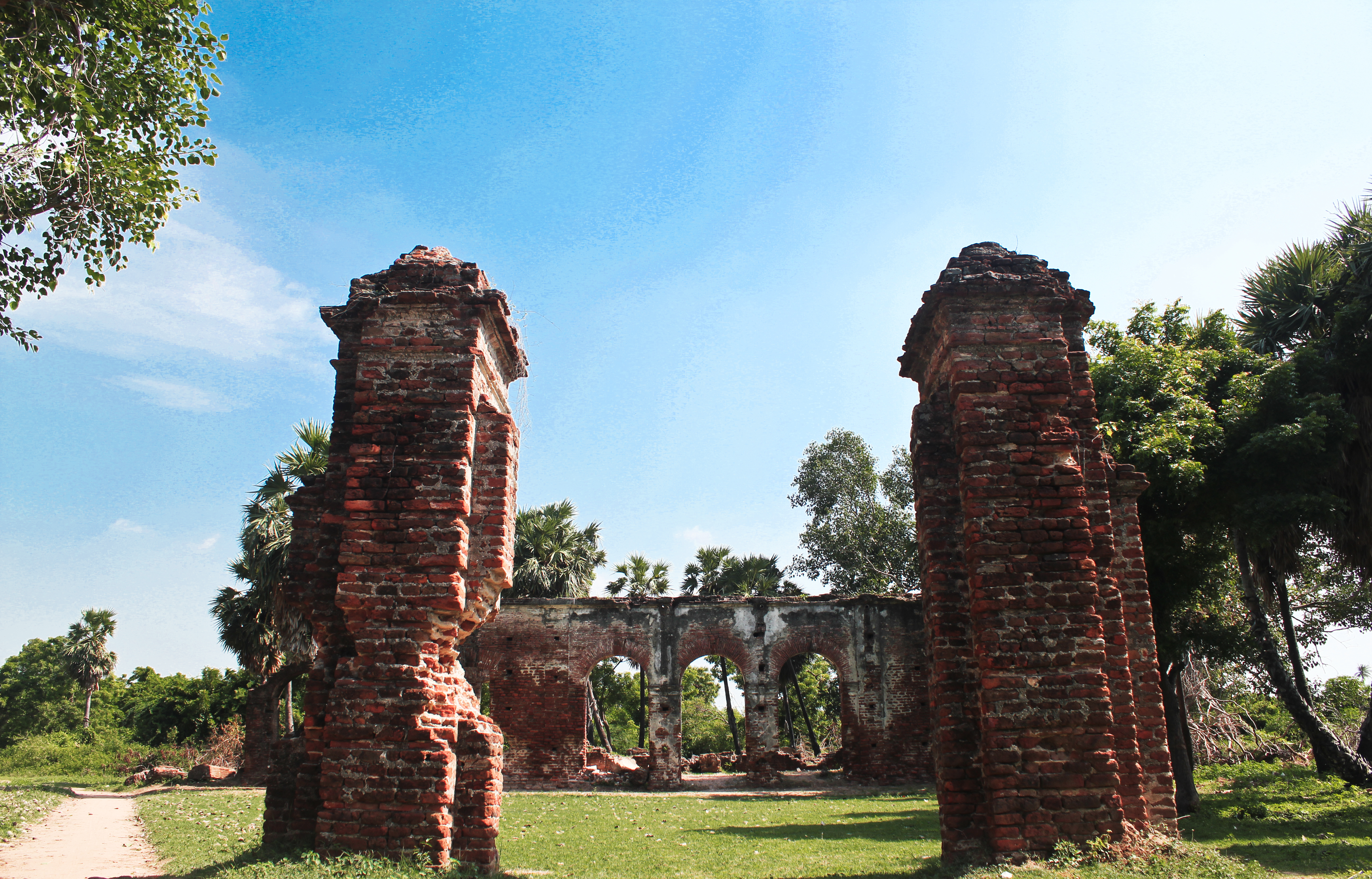
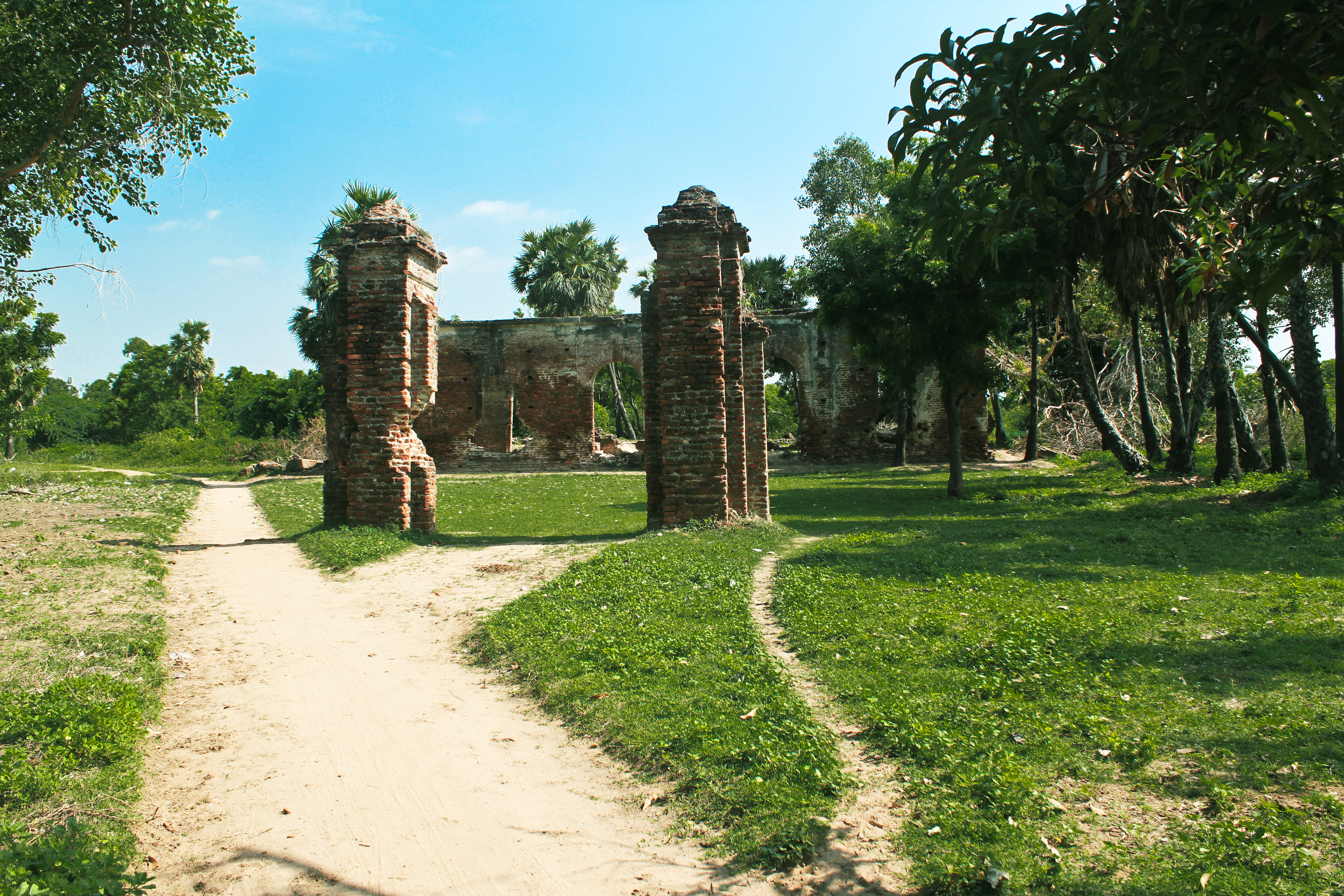
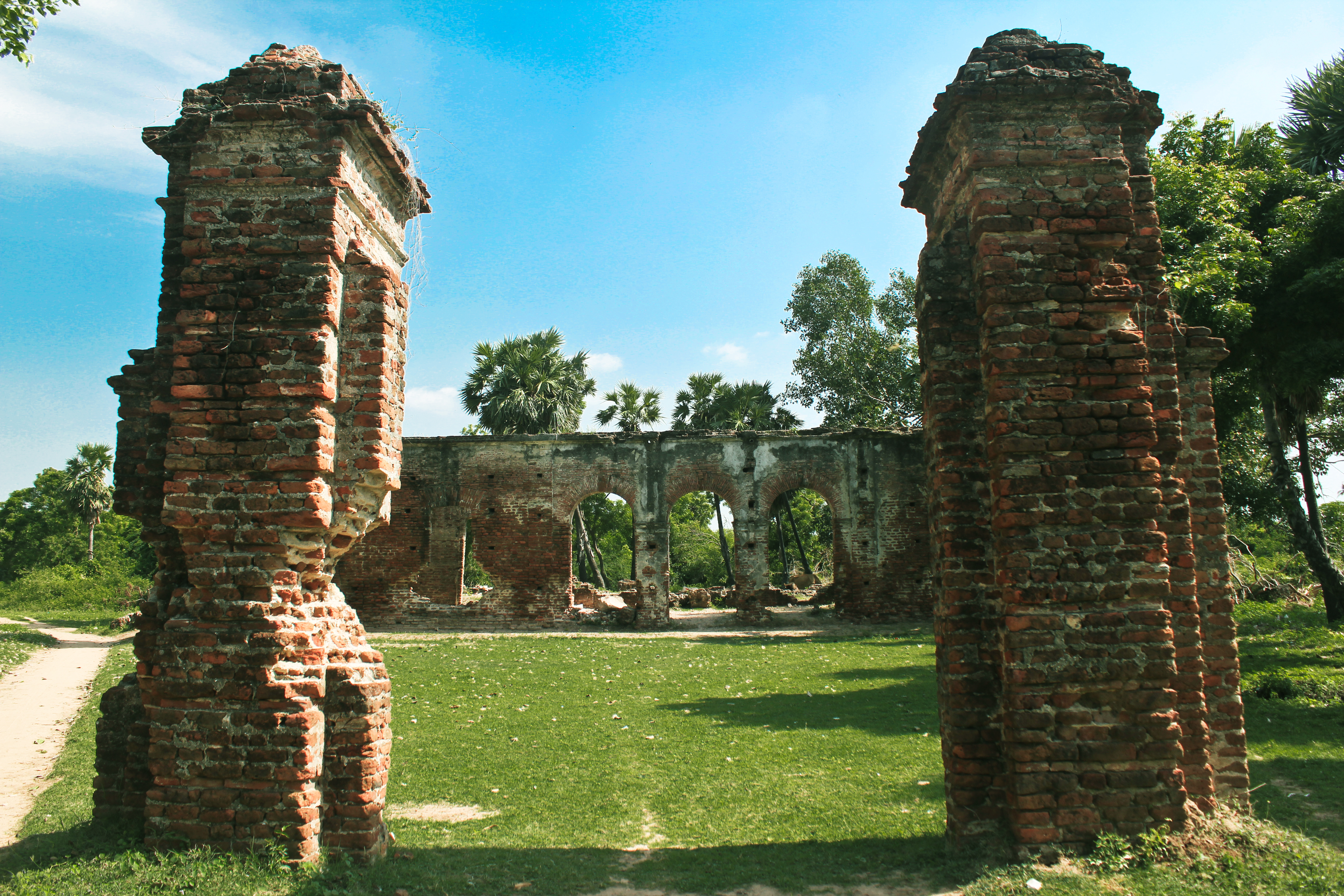
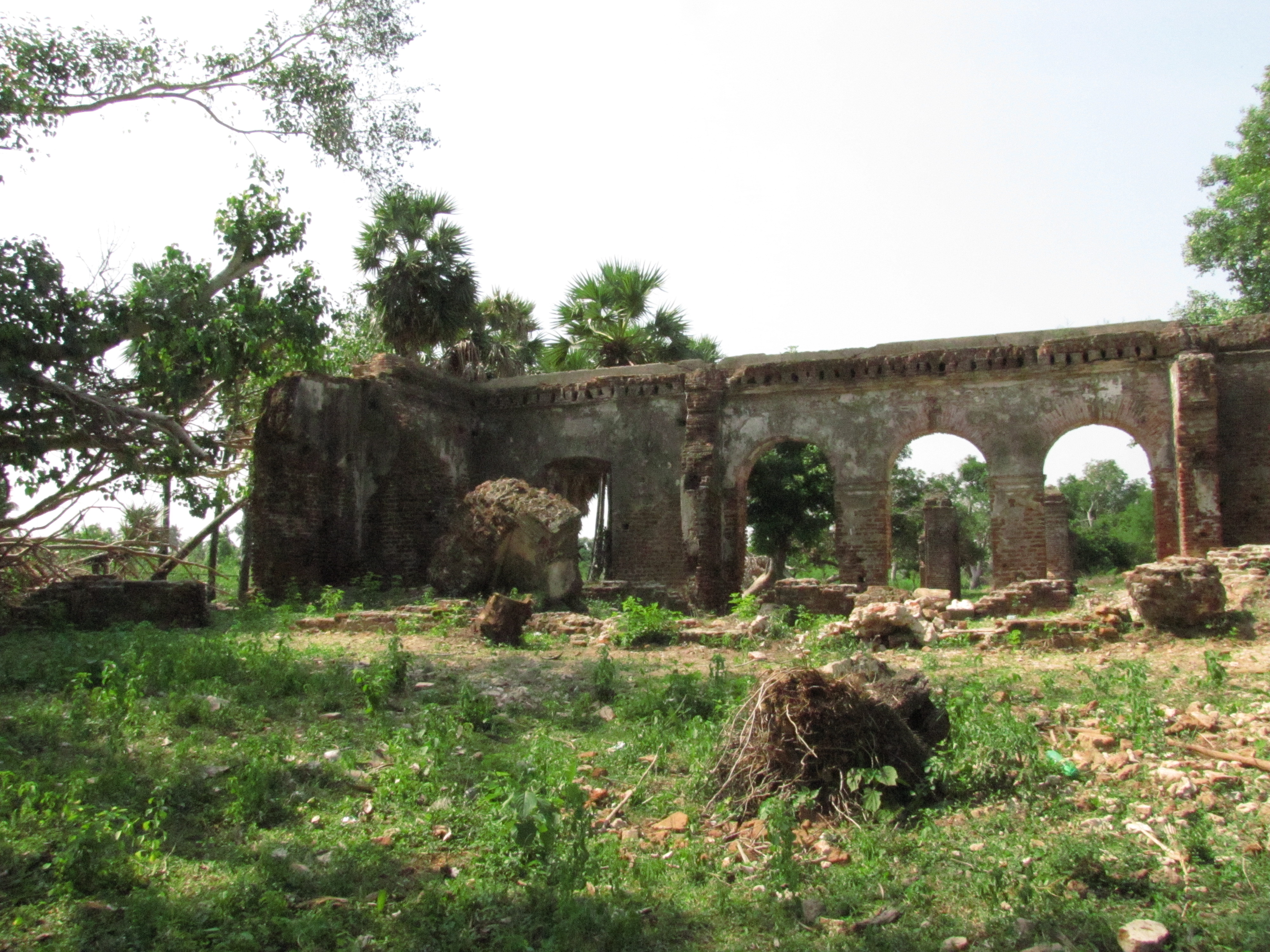
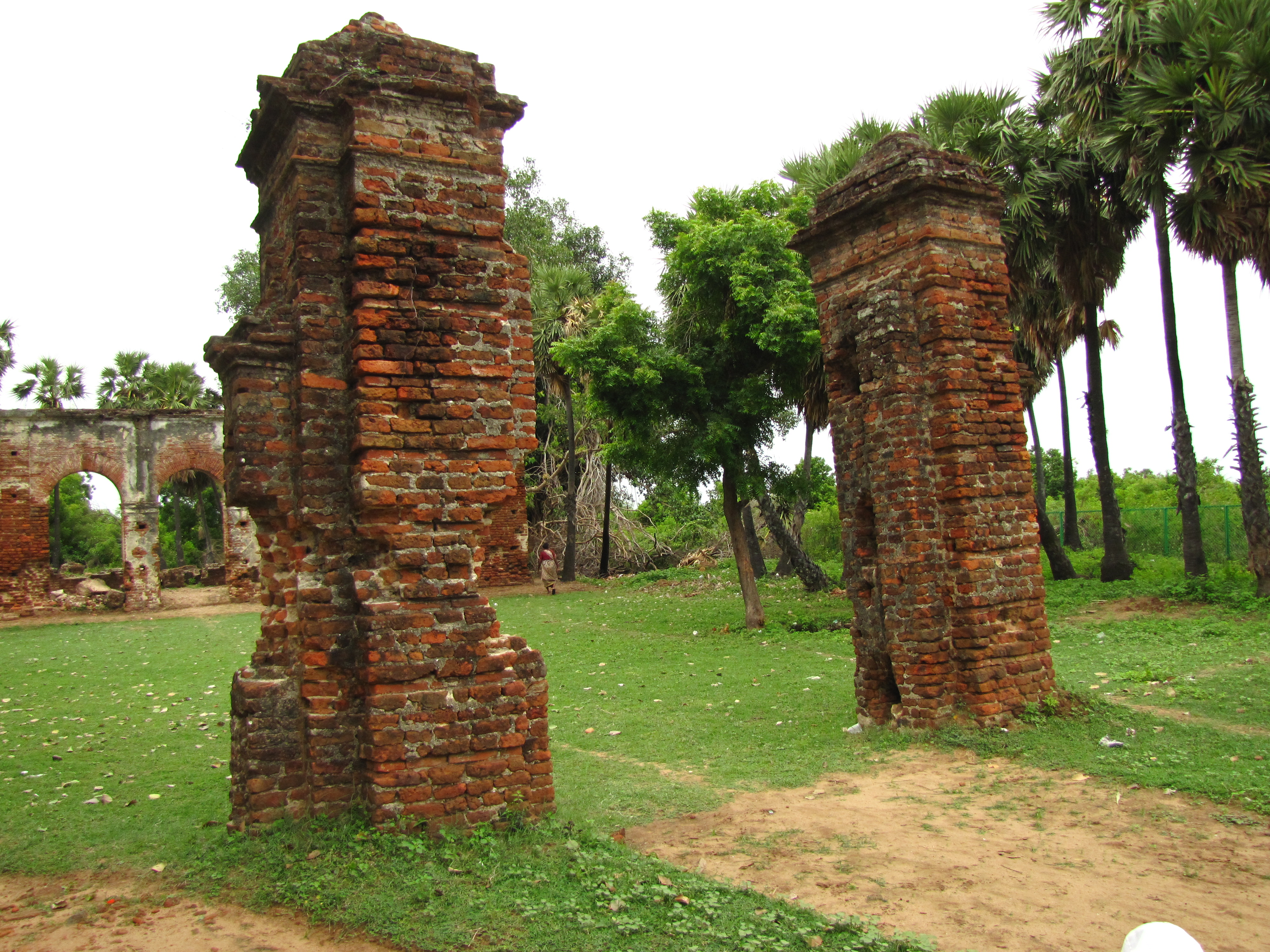
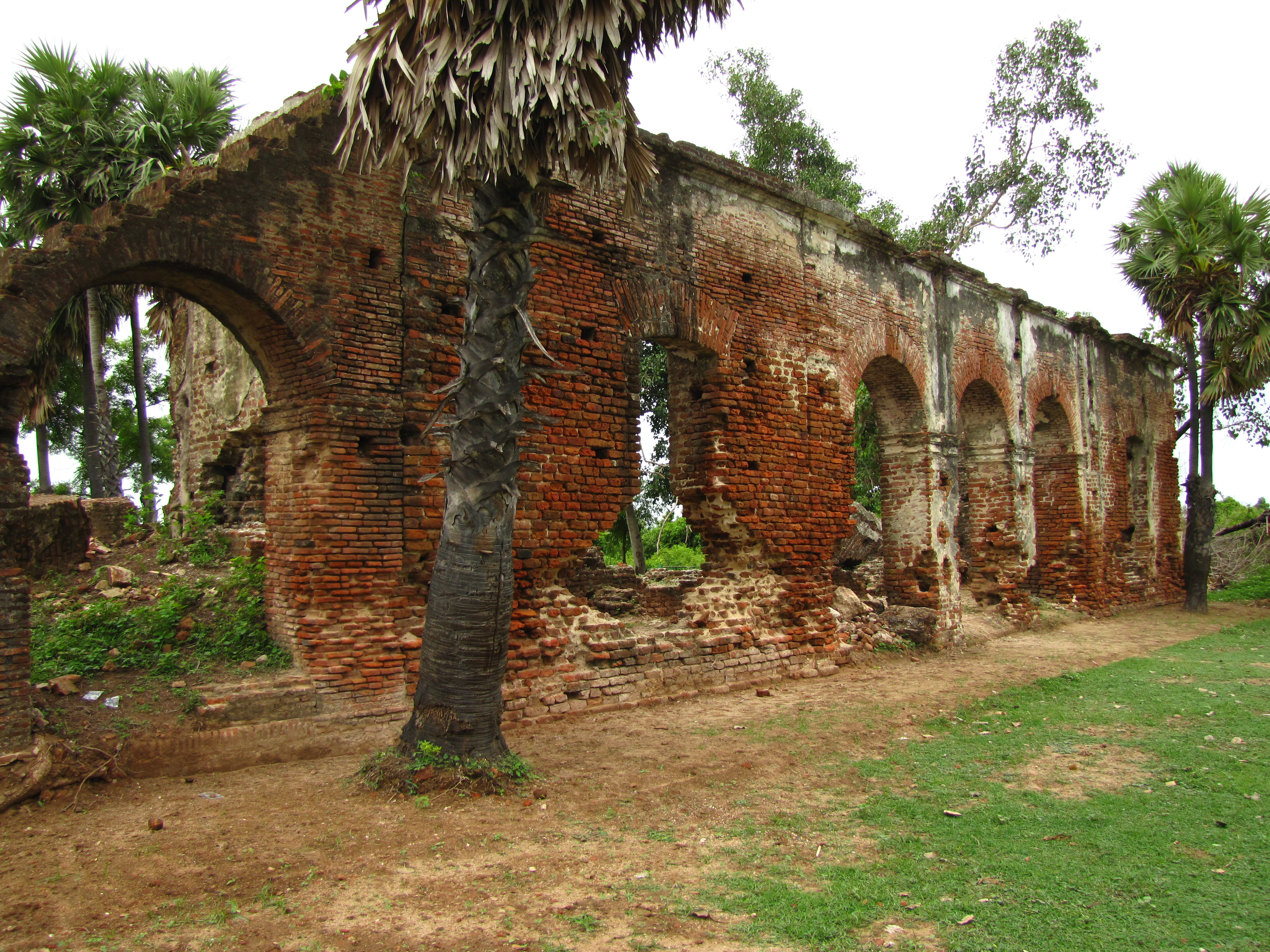
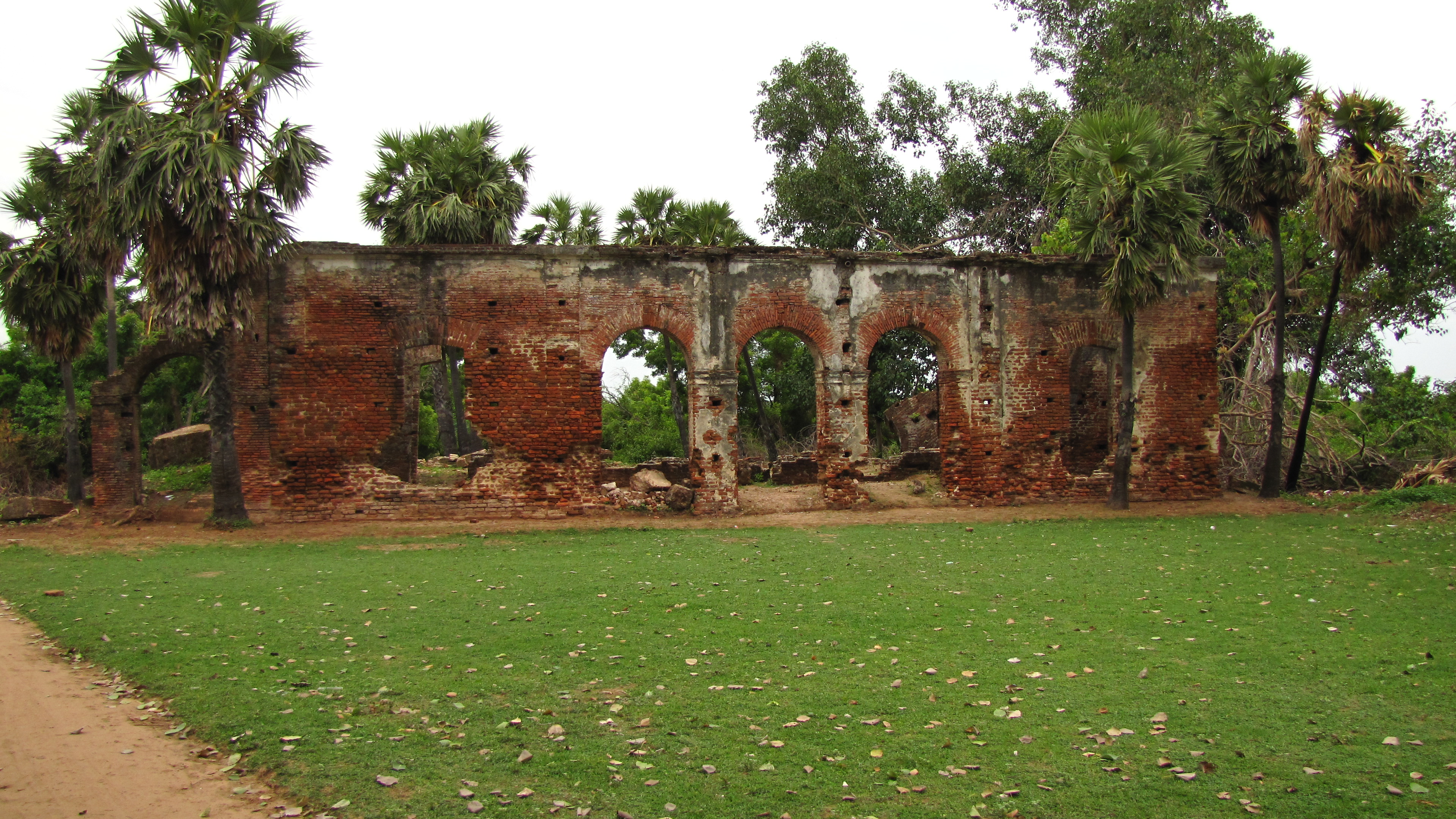
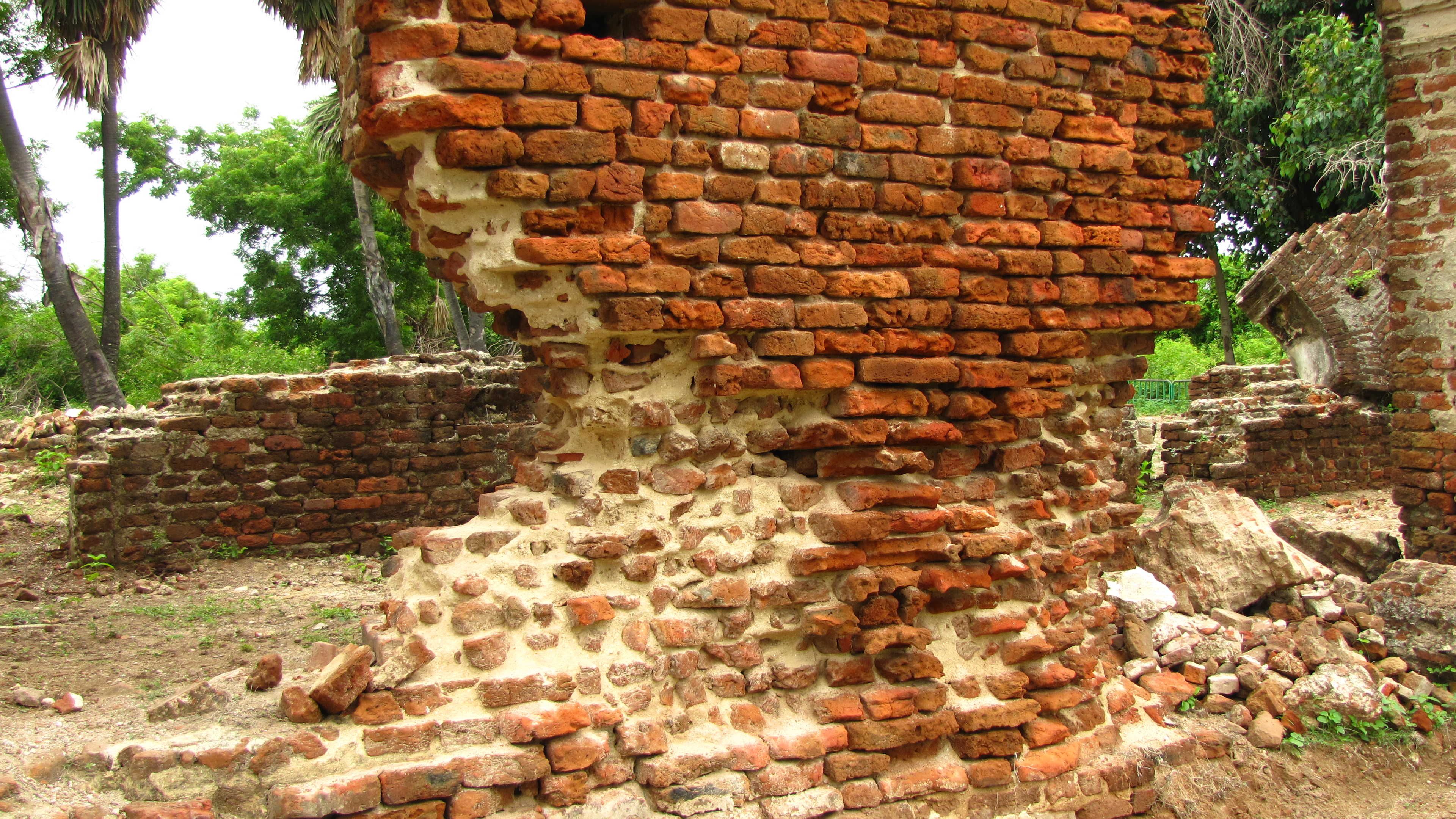

## 脚注
1. ↑  . Indian Express (India). 6 November 2005.
2. ↑  . The Hindu (India). 18 October 2004. （原始内容存档于2004-10-30）.
3. ↑  Upinder Singh. . Pearson Education India. 1 September 2008: 415–  [14 September 2011]. ISBN 978-81-317-1120-0.

## 引用
- R.E. Mortimer Wheeler, My Archaeological Mission to India and Pakistan, Thames and Hudson, London, 1976. ISBN 0-500-05028-7
- . Durham University.   [26 December 2011]. （原始内容存档于2019-07-13）.